# Himani Rajya Lakshmi Devi
Himani Rajya Lakshmi Devi Shah (Katmandu, 1º ottobre 1976) è stata la principessa ereditaria del Nepal fino all'abolizione della monarchia il 28 maggio 2008.

## Biografia
La principessa Himani Rajya Lakshmi Devi Shah del Nepal è nata Rajkumari Himani Singh a Katmandu il 1º ottobre 1976 da Bikram Singh, 12° Rao Raja di Sikar, una città del Rajasthan in India, e da Rani Bipula Singh (nata Kumari Bipula Singh), della casa reale di Bajhang in Nepal, imparentata con le famiglie Rana e Shah del Nepal. 
Il padre Bikran Singh fu adottato dal lontano parente Kunwar Hardayal Singh (1922-1954), figlio di Kalyan Singh, 11° Rao Raja di Sikar, e sposo di una principessa Rana del Nepal e della principessa Triloki Rajya Lakshmi Devi, figlia di re Tribhuvan del Nepal.

### Matrimonio e discendenza
Il 25 gennaio 2000 la principessa Himani di Sikar sposò il principe nepalese Paras Bir Bikram Shah Dev, il quale divenne principe ereditario del Nepal il 26 ottobre 2001, a seguito del massacro di palazzo compiuto dal cugino Dipendra del Nepal. Dal matrimonio sono nati tre figli, due femmine e un maschio: 
1. Purnika, nata l'11 dicembre 2000 a Katmandu,
2. Hridayendra, nato il 30 luglio 2002 a Katmandu, unico figlio maschio,
3. Kritika, nata il 16 ottobre 2003 a Katmandu.

### Attività filantropiche
Il 28 maggio 2008 la monarchia in Nepal è stata ufficialmente abolita. Ciononostante la principessa Himani ha continuato a presenziare a numerose manifestazioni e cerimonie, restando, a differenza del marito, molto popolare in Nepal. 
Nel 2010 ha costituito la Fondazione Himani, organizzazione non lucrativa e non governativa che si occupa di sviluppo sostenibile, infanzia, educazione, salute, anziani, ambiente e disastri naturali. In particolare, la Fondazione si è distinta nei soccorsi dopo il terremoto del 2015. Nel 2023 le è stato assegnato il premio internazionale Gusi Peace Prize di Manila.

## Albero genealogico[1][6]
|  |  |                              |                              |                              |                              |                                |                                |                                |                                |                                     |                                     |                                     |                                     |                                     |                                     |                            |                            |                            |                            | Tribhuvan, Re del Nepal |       |                                     |                                     |                                     |                                     |                                     |                                     |                        |                        |                        |                        |  |  |                  |                  |                  |                  |                  |                  |  |  |                                                |                                                |                                                |                                                |                                                |                                                |  |  |  |  |  |  |
|  |  |                              |                              |                              |                              |                                |                                |                                |                                |                                     |                                     |                                     |                                     |                                     |                                     |                            |                            |                            |                            |                         |       |                                     |                                     |                                     |                                     |                                     |                                     |                        |                        |                        |                        |  |  |                  |                  |                  |                  |                  |                  |  |  |                                                |                                                |                                                |                                                |                                                |                                                |  |  |  |  |  |  |
|  |  |                              |                              |                              |                              |                                |                                |                                |                                |                                     |                                     |                                     |                                     |                                     |                                     |                            |                            |                            |                            |                         |       |                                     |                                     |                                     |                                     |                                     |                                     |                        |                        |                        |                        |  |  |                  |                  |                  |                  |                  |                  |  |  |                                                |                                                |                                                |                                                |                                                |                                                |  |  |  |  |  |  |
|  |  |                              |                              |                              |                              |                                |                                |                                |                                |                                     |                                     |                                     |                                     |                                     |                                     |                            |                            |                            |                            |                         |       |                                     |                                     |                                     |                                     |                                     |                                     |                        |                        |                        |                        |  |  |                  |                  |                  |                  |                  |                  |  |  |                                                |                                                |                                                |                                                |                                                |                                                |  |  |  |  |  |  |
|  |  |                              |                              |                              |                              | Kunwar Hardayal Singh di Sikar | Kunwar Hardayal Singh di Sikar | Kunwar Hardayal Singh di Sikar | Kunwar Hardayal Singh di Sikar | Kunwar Hardayal Singh di Sikar      | Kunwar Hardayal Singh di Sikar      |                                     |                                     | Triloki Rajya Lakshmi Devi          | Triloki Rajya Lakshmi Devi          | Triloki Rajya Lakshmi Devi | Triloki Rajya Lakshmi Devi | Triloki Rajya Lakshmi Devi | Triloki Rajya Lakshmi Devi |                         |       |                                     |                                     |                                     |                                     | Mahendra Re del Nepal               | Mahendra Re del Nepal               | Mahendra Re del Nepal  | Mahendra Re del Nepal  | Mahendra Re del Nepal  | Mahendra Re del Nepal  |  |  | Indra            | Indra            | Indra            | Indra            | Indra            | Indra            |  |  |                                                |                                                |                                                |                                                |                                                |                                                |  |  |  |  |  |  |
|  |  |                              |                              |                              |                              | Kunwar Hardayal Singh di Sikar | Kunwar Hardayal Singh di Sikar | Kunwar Hardayal Singh di Sikar | Kunwar Hardayal Singh di Sikar | Kunwar Hardayal Singh di Sikar      | Kunwar Hardayal Singh di Sikar      |                                     |                                     | Triloki Rajya Lakshmi Devi          | Triloki Rajya Lakshmi Devi          | Triloki Rajya Lakshmi Devi | Triloki Rajya Lakshmi Devi | Triloki Rajya Lakshmi Devi | Triloki Rajya Lakshmi Devi |                         |       |                                     |                                     |                                     |                                     | Mahendra Re del Nepal               | Mahendra Re del Nepal               | Mahendra Re del Nepal  | Mahendra Re del Nepal  | Mahendra Re del Nepal  | Mahendra Re del Nepal  |  |  | Indra            | Indra            | Indra            | Indra            | Indra            | Indra            |  |  |                                                |                                                |                                                |                                                |                                                |                                                |  |  |  |  |  |  |
|  |  |                              |                              |                              |                              |                                |                                |                                |                                |                                     |                                     |                                     |                                     |                                     |                                     |                            |                            |                            |                            |                         |       |                                     |                                     |                                     |                                     |                                     |                                     |                        |                        |                        |                        |  |  |                  |                  |                  |                  |                  |                  |  |  |                                                |                                                |                                                |                                                |                                                |                                                |  |  |  |  |  |  |
|  |  |                              |                              |                              |                              |                                |                                |                                |                                |                                     |                                     |                                     |                                     |                                     |                                     |                            |                            |                            |                            |                         |       |                                     |                                     |                                     |                                     |                                     |                                     |                        |                        |                        |                        |  |  |                  |                  |                  |                  |                  |                  |  |  |                                                |                                                |                                                |                                                |                                                |                                                |  |  |  |  |  |  |
|  |  | Rani Bipula Singh di Bajhang | Rani Bipula Singh di Bajhang | Rani Bipula Singh di Bajhang | Rani Bipula Singh di Bajhang | Rani Bipula Singh di Bajhang   | Rani Bipula Singh di Bajhang   |                                |                                | Bikram Singh, 12° Rao Raja di Sikar | Bikram Singh, 12° Rao Raja di Sikar | Bikram Singh, 12° Rao Raja di Sikar | Bikram Singh, 12° Rao Raja di Sikar | Bikram Singh, 12° Rao Raja di Sikar | Bikram Singh, 12° Rao Raja di Sikar |                            |                            | Komal                      | Komal                      | Komal                   | Komal | Komal                               | Komal                               |                                     |                                     | Gyanendra Re del Nepal              | Gyanendra Re del Nepal              | Gyanendra Re del Nepal | Gyanendra Re del Nepal | Gyanendra Re del Nepal | Gyanendra Re del Nepal |  |  | Shanti del Nepal | Shanti del Nepal | Shanti del Nepal | Shanti del Nepal | Shanti del Nepal | Shanti del Nepal |  |  | Deepak Jang Bahadur Singh, 60° Raja di Bajhang | Deepak Jang Bahadur Singh, 60° Raja di Bajhang | Deepak Jang Bahadur Singh, 60° Raja di Bajhang | Deepak Jang Bahadur Singh, 60° Raja di Bajhang | Deepak Jang Bahadur Singh, 60° Raja di Bajhang | Deepak Jang Bahadur Singh, 60° Raja di Bajhang |  |  |  |  |  |  |
|  |  | Rani Bipula Singh di Bajhang | Rani Bipula Singh di Bajhang | Rani Bipula Singh di Bajhang | Rani Bipula Singh di Bajhang | Rani Bipula Singh di Bajhang   | Rani Bipula Singh di Bajhang   |                                |                                | Bikram Singh, 12° Rao Raja di Sikar | Bikram Singh, 12° Rao Raja di Sikar | Bikram Singh, 12° Rao Raja di Sikar | Bikram Singh, 12° Rao Raja di Sikar | Bikram Singh, 12° Rao Raja di Sikar | Bikram Singh, 12° Rao Raja di Sikar |                            |                            | Komal                      | Komal                      | Komal                   | Komal | Komal                               | Komal                               |                                     |                                     | Gyanendra Re del Nepal              | Gyanendra Re del Nepal              | Gyanendra Re del Nepal | Gyanendra Re del Nepal | Gyanendra Re del Nepal | Gyanendra Re del Nepal |  |  | Shanti del Nepal | Shanti del Nepal | Shanti del Nepal | Shanti del Nepal | Shanti del Nepal | Shanti del Nepal |  |  | Deepak Jang Bahadur Singh, 60° Raja di Bajhang | Deepak Jang Bahadur Singh, 60° Raja di Bajhang | Deepak Jang Bahadur Singh, 60° Raja di Bajhang | Deepak Jang Bahadur Singh, 60° Raja di Bajhang | Deepak Jang Bahadur Singh, 60° Raja di Bajhang | Deepak Jang Bahadur Singh, 60° Raja di Bajhang |  |  |  |  |  |  |
|  |  |                              |                              |                              |                              |                                |                                |                                |                                |                                     |                                     |                                     |                                     |                                     |                                     |                            |                            |                            |                            |                         |       |                                     |                                     |                                     |                                     |                                     |                                     |                        |                        |                        |                        |  |  |                  |                  |                  |                  |                  |                  |  |  |                                                |                                                |                                                |                                                |                                                |                                                |  |  |  |  |  |  |
|  |  |                              |                              |                              |                              | Himani di Sikar                | Himani di Sikar                | Himani di Sikar                | Himani di Sikar                | Himani di Sikar                     | Himani di Sikar                     |                                     |                                     |                                     |                                     |                            |                            |                            |                            |                         |       | Paras Bir Bikram Shah Dev del Nepal | Paras Bir Bikram Shah Dev del Nepal | Paras Bir Bikram Shah Dev del Nepal | Paras Bir Bikram Shah Dev del Nepal | Paras Bir Bikram Shah Dev del Nepal | Paras Bir Bikram Shah Dev del Nepal |                        |                        |                        |                        |  |  |                  |                  |                  |                  |                  |                  |  |  |                                                |                                                |                                                |                                                |                                                |                                                |  |  |  |  |  |  |
|  |  |                              |                              |                              |                              | Himani di Sikar                | Himani di Sikar                | Himani di Sikar                | Himani di Sikar                | Himani di Sikar                     | Himani di Sikar                     |                                     |                                     |                                     |                                     |                            |                            |                            |                            |                         |       | Paras Bir Bikram Shah Dev del Nepal | Paras Bir Bikram Shah Dev del Nepal | Paras Bir Bikram Shah Dev del Nepal | Paras Bir Bikram Shah Dev del Nepal | Paras Bir Bikram Shah Dev del Nepal | Paras Bir Bikram Shah Dev del Nepal |                        |                        |                        |                        |  |  |                  |                  |                  |                  |                  |                  |  |  |                                                |                                                |                                                |                                                |                                                |                                                |  |  |  |  |  |  |

Legenda:
- In rosso gli Shah del Nepal
- In giallo la Casa di Sikar
- In verde la Casa dei Rana
- in azzurro la Casa di Bajhang

## Titoli e trattamento
I titoli e trattamenti riportati vanno intesi come adattamento all'uso italiano:
- 1976 - 2000 Rajkumari (Principessa) di Sikar
- 2000 - 2001 Sua Altezza Reale la Principessa Himani Rajya Lakshmi Devi del Nepal
- 2001 - 2008 Sua Altezza Reale la Principessa Himani Rajya Lakshmi Devi, Principessa Ereditaria del Nepal